# マックス・フォン・ヘッセン

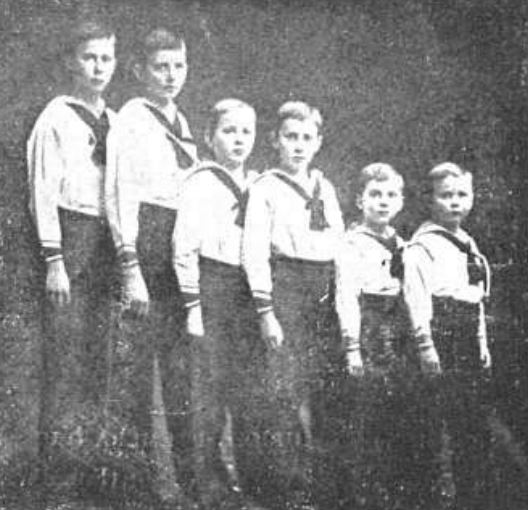
ヘッセン方伯フリードリヒ・カールの6人の子息、1908年

マクシミリアン″マックス″・フリードリヒ・ヴィルヘルム・ゲオルク・エドゥアルト・フォン・ヘッセン（Maximilian″Max″ Friedrich Wilhelm Georg Eduard Prinz von Hessen, 1894年10月20日 オッフェンバッハ・ルンペンハイム城 - 1914年10月13日 サン＝ジャン＝カペル）は、第一次世界大戦の犠牲者となったドイツ将校。ドイツ皇帝ヴィルヘルム2世の甥。

## 生涯
ヴィルヘルム2世帝の末妹プロイセン王女マルガレーテと、ヘッセン方伯フリードリヒ・カールの間の第2子・次男。フランクフルト・アム・マインのゲーテ・ギムナジウムを経て、ポツダムのヘルムホルツ・ギムナジウム・ポツダムを卒業。1909年から1912年にかけ、兄フリードリヒ・ヴィルヘルムとともにベルリン・リヒターフェルデ区のプロイセン陸軍士官学校に在籍。
第一次世界大戦開始後、第24近衛竜騎兵連隊 (ヘッセン大公国陸軍第2竜騎兵連隊)所属の少尉として従軍、フランス・ベルギー国境（フランドル・フランセーズ）で戦死した。20歳の誕生日を迎える1週間前であった。
日刊紙『フランクフルター・ツァイトゥング』の報道によると、マックスは所属連隊がベルギーへの侵入作戦を実行した際、イギリス軍の捕虜となった。彼は捕虜となった際、大腿部に銃創を負い、イギリス軍の判断でベルギー国境地帯バイユールのトラピスト会修道院に負傷捕虜として運び込まれた。
イギリス軍内の伝承によると、マックスはこの修道院に来た際にイギリス軍の銃撃を受けたとされる。彼が騎行で修道院にたどり着いた際、致命傷となる銃弾を受けた。イギリス軍が射撃をやめると、マックスと馬は負傷して地面に倒れていた。イギリス軍側に外科医がおり、傷の重さから、あと1時間ほどしか生きられないだろうと彼はマックスに告げた。死にゆく公子はこの医師に、首にかけていた母親のメダイヨンを手渡し、母親に届けてくれるように依頼した。この医師も翌日戦死したため、彼の未亡人がイギリス王妃メアリーに送り、メアリー王妃から義理の従妹で中立国スウェーデンの王太子妃であるマーガレットに送られ、マーガレット王太子妃から実の従姉である、マックスの母マルガレーテ王女の手許に送り届けられた。
同地域の中立国ベルギー側の住民は、ドイツ皇帝の甥の死を聞き知ると、マックスの遺体を修道院から運び出して密かに埋葬した。教区の牧師は墓標を立てることを拒否したものの、マックスの墓の位置は同地域からドイツ軍が撤退する前に確認され、埋葬に関わる費用はドイツ軍からベルギー人住民に弁済された。その後、マックスの弟ヴォルフガングはイギリス当局に働きかけて、マックスの遺骸を郷里ヘッセンに送還させた。

## 引用・脚注
1. ↑  Jonathan Petropoulos: Royals and the Reich. The Princes von Hessen in Nazi Germany. Oxford University Press 2006, S. 44.
2. ↑  Jonathan Petropoulos: Royals and the Reich. The Princes von Hessen in Nazi Germany. Oxford University Press 2006, S. 43.
3. ↑  Jonathan Petropoulos, op. cit., S. 43.
4. ↑  Frankfurter Zeitung vom 22. Oktober 1914.
5. 1 2  Prinz Max von Hessen gerät angeblich in britische Gefangenschaft, 22. Oktober 1914